# Усраіна
Усраіна — село в районі Рай-Барелі, штат Уттар-Прадеш, Індія. Він розташований за 38 км від Рай-Барелі, адміністративного центру. Станом на 2011 рік у ньому проживало 3380 осіб. У ньому є одна початкова школа і немає закладів охорони здоров'я, а також є постійний ринок і щотижневий базар.